# سال سگ (فیلم)
سال سگ (انگلیسی: Year of the Dog) فیلمی در ژانر کمدی-درام محصول سال ۲۰۰۷ کشور آمریکا است. فیلم‌نامه این فیلم توسط مایک وایت ساخته شده‌است. همچنین کارگردانی این فیلم نیز بر عهده وایت بوده‌است. مالی شنون، لورا درن، رجینا کینگ، توماس مک‌کارتی، جاش پایس، جان سی ریلی و پیتر سارسگارد در این فیلم درخشیده‌اند. این فیلم در ۲۰ ژانویه سال ۲۰۰۷ اکران شد.

## داستان فیلم
داستان فیلم درمورد زنی است که از یک سگ خانگی نگه‌داری می‌کند. در این راه، او به یک وگانیسم و فعال حقوق حیوانات تبدیل می‌شود.